# Прапор Борщівського району
Пра́пор Борщі́вського райо́ну — хоругва Борщівського району Тернопільської області. Затверджений 27 травня 1999 року рішенням сесії районної ради. Автор — О. Левицький.

## Опис
Прямокутне малинове полотнище зі співвідношенням сторін 2:3, вздовж древкової сторони іде біла смуга з візерунком шириною 1/4 від довжини прапора, в центрі — білий кристал гіпсу.
Кристал символізує поклади корисних копалин Борщівського району, а також відомі в Україні та світі карстові печери. Візерунок символізує знамениту борщівську вишивку.